# 2018年高雄海碩網球公開賽
2018年高雄海碩網球公開賽於2018年9月17日至9月23日在臺灣高雄市高雄巨蛋舉行，本屆賽事為總獎金升級至15萬美元加住宿的國際男子職業網球總會挑戰賽。2018年首度邀請鷹眼團隊進駐高雄巨蛋，成為亞洲第一個啟用鷹眼系統的挑戰賽。

## 單打參賽者

### 種子
| 國家     | 球員                 | 排名1 | 種子 |
| -------- | -------------------- | ----- | ---- |
| 法國     | 加埃爾·孟菲爾斯      | 42    | 1    |
| 突尼西亞 | 馬利克·查斯利        | 63    | 2    |
|          | 杰森·库伯勒          | 92    | 3    |
| 中華臺北 | 莊吉生               | 121   | 4    |
| 南非     | 劳埃德·哈里斯        | 131   | 5    |
| 印度     | 拉古马尔·拉马纳坦    | 135   | 6    |
| 拉脫維亞 | 厄內斯特·古爾比斯    | 146   | 7    |
| 印度     | Prajnesh Gunneswaran | 162   | 8    |

- 1 依照2018年9月10日公布的排名排序。

### 其他球員
以下球員獲得外卡進入單打會內賽：
- 厄內斯特·古爾比斯
- 加埃爾·孟菲爾斯
- 曾俊欣
- 吳東霖

以下球員以特別豁免獲得單打會內資格：
- 布拉日·卡夫契奇
- 李喆

以下球員從會外賽事獲得單打會內資格：
- 鄭允成
- 弗雷德里科·費雷拉·席爾瓦
- 权纯雨
- Akira Santillan

以下球員以幸運失敗者獲得單打會內資格：
- 杉田祐一

## 賽程

### 單打
- vs.

### 雙打
- /  vs.  /